# Epidromia saturatior
Epidromia saturatior är en fjärilsart som beskrevs av Walker 1858. Epidromia saturatior ingår i släktet Epidromia och familjen nattflyn. Inga underarter finns listade i Catalogue of Life.